# Martin Vignolle
Martin de Vignolle, né le 18 mars 1763 à Marsillargues (Hérault), mort le 13 novembre 1824 à Paris, est un général français de la Révolution et de l’Empire.
Fils de Jean de Vignolle et d'Anne Hue, le comte de l'Empire appartenait à une famille du nom de Vignoles ou Vignolles, originaire des Cévennes, et qui fut maintenue dans sa noblesse à l'intendance du Languedoc en 1669.

## États de service
Il entre en service le 12 mars 1779, comme volontaire au régiment de Barrois et il sert en Bretagne sous les ordres du maréchal de Vaux, puis il devient cadet gentilhomme le 18 juin 1780, au même régiment. Il est nommé sous-lieutenant le 10 juillet 1784, lieutenant le 17 septembre 1791 et capitaine le 22 mai 1792, dans la même unité devenue 91e régiment d’infanterie.
Affecté à l'armée des Alpes, il est blessé le 8 juin 1793, à l'attaque de Lignères et le 12, il participe à l’attaque du camp des Mille-Fourches. Le 24 juin 1793 il est désigné pour être adjoint à l'état-major général de l'armée et le 25 février 1794 il reçoit ses épaulettes d'adjudant-général chef de bataillon. Le 28 avril 1794 à la bataille de Saorge, il commande une des colonnes qui emportent le camp retranché et contribue plus tard à la prise du col de Tende, puis il est élevé au grade d'adjudant-général chef de brigade le 18 décembre 1794.
Le 23 juin 1795, il est affecté à l’armée d’Italie, comme sous-chef de l’état-major général du général Kellermann et il prend part aux affaires de Montenotte le 12 avril 1796, et de Dego le 15 avril suivant. Sa conduite distinguée au passage du pont de Lodi le 10 mai 1796 lui vaut le grade de général de brigade le 3 août 1796. Il se distingue à la bataille de Castiglione le 5 août et le 16 novembre 1796, il reçoit deux coups de feu à la bataille d’Arcole.
Le 7 janvier 1797, il prend le commandement de la province de Crémone, qu'il conserve jusqu'au traité de Campo-Formio. Le 26 octobre 1797, il devient chef d'état-major de l'armée d'Italie et le 6 novembre 1797 il est nommé par Bonaparte ministre de la guerre de la République cisalpine, poste qu'il occupe jusqu'au 22 février 1799. Le 31 mai 1799, il passe à la suite de l'armée de Naples et le 4 août 1799, il est envoyé à Nice par le général Moreau, pour former des corps de réserve. Le 13 décembre 1799, il est appelé à Paris pour occuper le poste de secrétaire général au ministère de la guerre. Le 1er avril 1800, il est envoyé à Dijon comme adjoint au chef de l'armée de réserve, et le 25 mai 1800, il commande Ivrée, puis Milan le 2 juin suivant. Il se trouve au passage du Mincio le 25 décembre 1800 et il est blessé le lendemain à Monzambano.
En janvier 1801, il commande le Milanais et il est mis en disponibilité le 9 décembre 1802. Le 3 février 1803, il rejoint la 15e division militaire et le 12 avril, il est détaché auprès du directeur de l'administration au ministère de la guerre. Le 4 juillet 1803, il est nommé chef d'état-major de l'armée française en Batavie et il est élevé au grade de général de division le 27 août 1803. Il est fait chevalier de la Légion d’honneur le 11 décembre 1803 et commandeur de l'ordre le 14 juin 1804. Le 30 août 1804, il devient chef d’état-major du 2e corps de la Grande Armée commandé par le général Marmont, et en 1806, il le suit lors de la campagne de Dalmatie. Il concourt à délivrer le général Lauriston à Raguse et il se distingue à la bataille de Castel-Nuovo le 30 septembre 1806. Lors de la création de l’Ordre de la Couronne de fer, il fait partie des 25 généraux auxquels le titre de commandeur est dévolu.
Il est créé baron de l'Empire le 29 juin 1808 et il obtient un congé le 30 septembre 1808. Le 20 mars 1809, il occupe les fonctions de chef d’état-major auprès du général de Beauharnais et le 19 juin, il assume les mêmes fonctions à l'armée d'Italie. Il se trouve à la bataille d'Essling les 21 et 22 mai 1809, et il est blessé à la bataille de Wagram le 6 juillet 1809, par un biscaïen qui lui fait perdre l'usage de l'œil droit et affaiblit la visibilité de l'œil gauche. Il est fait comte de l’Empire le 31 décembre 1809.
Le 28 mars 1812, après le départ du général de Beauharnais pour la campagne de Russie, il commande toutes les troupes stationnées en Italie et le 18 avril 1813, il commande le corps d'observation de l'Adige. Le 8 mai 1813, il est nommé chef d'état-major de l'armée d'Italie et il élevé à la dignité de grand officier de la Légion d'honneur le 3 décembre 1813. À la bataille du Mincio du 8 février 1814, il montre ses talents de soldat et il reçoit les éloges les plus flatteurs de la part du prince Eugène.

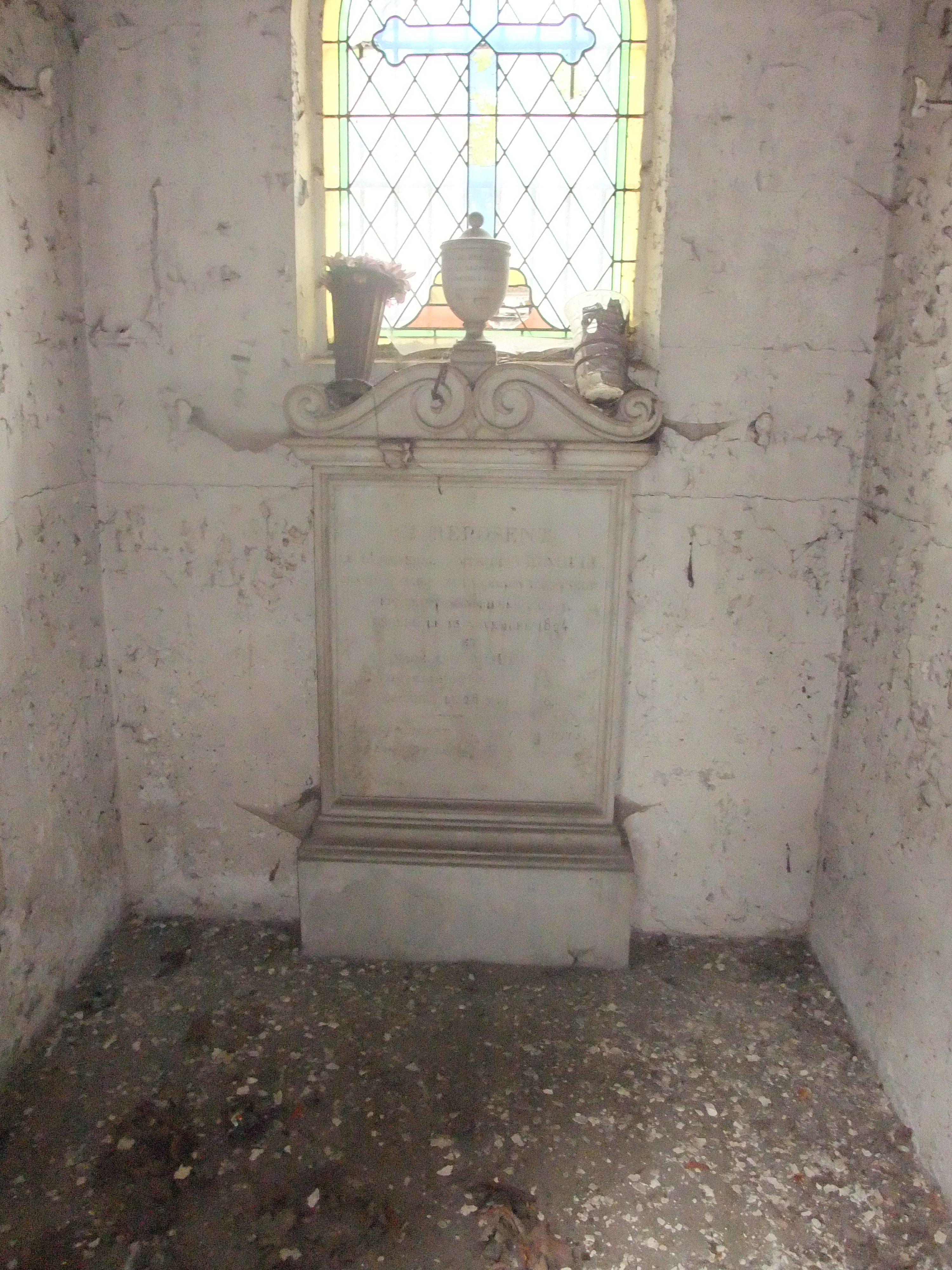
Tombe Martin, comte de Vignolle.

De retour à Paris le 10 mai 1814, il est fait chevalier de Saint-Louis le 1er juin suivant par le roi Louis XVIII et admis à la retraite le 9 septembre 1815.
Le 9 mars 1816, il obtient une lettre de confirmation de son titre de comte et le 14 mars 1818, il passe à la préfecture de la Corse, qu'il quitte le 15 décembre 1819. Il est élevé au grade de commandeur de Saint-Louis le 1er mai 1821 et il est fait conseiller d'état en service ordinaire en 1822. En 1824, il est élu député du Gard et il meurt en fonction le 13 novembre 1824, à Paris. Il est inhumé au cimetière du Père-Lachaise (39e Division).

## Hommage, honneurs et mentions
- Le nom de « Vignolle » est gravé au côté Sud (21e colonne) de l'Arc de Triomphe de l'Étoile, à Paris.

## Dotation
- Donataire d'une rente de 24 000 francs, par décret du 17 mars 1808, en Westphalie, du 15 août 1809, en Hanovre et du 16 janvier 1810, en Galicie.

## Armoiries
| Figure | Nom du baron et blasonnement |
| ------ | --- |
|        | Armes du baron Martin Vignolle et de l'Empire, décret du 19 mars 1808, lettres patentes du 29 juin 1808, grand officier de la Légion d'honneur.De sable au chevron d'or sur lequel broche une épée en pal, d'argent, à la garde d'or; le chevron accompagné à dextre et à sénestre d'un ceps de vigne tigé et feuillé de sinople et fruité d'or; quartier des barons militaires - Livrées : les couleurs de l'écu, le verd dans les bordures seulement. |

| Figure | Nom du comte et blasonnement |
| ------ | --- |
|        | Armes du comte Martin Vignolle et de l'Empire, décret du 15 août 1809, lettres patentes du 31 décembre 1809, grand officier de la Légion d'honneur.De sable au chevron d'or sur la pointe duquel broche une épée haute en pal d'argent, à la garde d'or, accompagné en chef de deux ceps de vigne, tigés et feuillés de sinople fruités d'or : franc-quartier des comtes tirés de l'armée - Livrées : les couleurs de l'écu, le verd en bordure seulement. |